# Río Platanillo (Río Biavo)
Der Río Platanillo ist ein etwa 57 km langer linker Nebenfluss des Río Biavo in der Provinz Bellavista in der Region San Martín im zentralen Norden Perus.

## Flusslauf
Der Río Platanillo entspringt auf einer Höhe von etwa 1450 m im äußersten Südwesten des Distrikts Alto Biavo in einem Höhenkamm, der die Wasserscheide zum weiter südwestlich fließenden Río Huallaga bildet. Der Río Platanillo fließt anfangs 20 km in nordöstlicher Richtung durch das Bergland. Er erreicht eine Beckenlandschaft und wendet sich allmählich nach Norden. Er bildet nun ein stark mäandrierendes Verhalten mit unzähligen Flussschlingen und Altarmen aus. Schließlich trifft der Río Platanillo auf den nach Nordwesten strömenden Río Biavo. Die Mündung liegt ungefähr auf einer Höhe von 720 m.

## Einzugsgebiet
Der Río Platanillo entwässert ein Areal von etwa 605 km². Das Einzugsgebiet liegt vollständig innerhalb des Distrikts Alto Biavo. Es grenzt im Westen an das des Río Piquiyacu, im Süden an das des Río Huallaga sowie im Osten an das Río Chupichotal und des oberstrom gelegenen Río Biavo.

## Ökologie
Das Einzugsgebiet des Río Platanillo befindet sich vollständig innerhalb des Nationalparks Cordillera Azul. Es reicht bis auf Höhen von 2000 m. Das Gebiet ist unbewohnt und mit Bergregenwald bedeckt.